# Ромашки (Люблинское воеводство)
Ромашки (пол. Romaszki) — деревня в Бяльском повете Люблинского воеводства Польши. Входит в состав гмины Россош. Находится примерно в 24 км к югу от центра города Бяла-Подляска. По данным переписи 2011 года, в деревне проживало 402 человека.
В 1975—1998 годах деревня входила в состав Бяльскоподляского воеводства.
Некоторые из древнейших сведений о деревне относятся к XVII веку. В 1770 году деревню купил смоленский стольник Пётр Эстко, муж Анны Костюшко (сестры генерала Тадеуша Костюшко).
В Ромашки находится часовня, принадлежащая приходу Святого Станислава (пол. Parafia św. Stanisława Biskupa Męczennika) в Россоше.

## Население
Демографическая структура по состоянию на 31 марта 2011 года:
|         | Всего | До трудоспособного возраста | Трудоспособного возраста | Старше трудоспособного возраста |
| ------- | ----- | --------------------------- | ------------------------ | ------------------------------- |
| Мужчины | 206   | 40                          | 132                      | 34                              |
| Женщины | 196   | 40                          | 106                      | 50                              |
| Всего   | 402   | 80                          | 238                      | 84                              |